# Saison 1969-1970 de la LHJMQ
Saison suivante
La saison 1969-1970 est la première saison de hockey sur glace de la Ligue de hockey junior majeur du Québec. Les Remparts de Québec remportent la Coupe du président en battant en finale les Alouettes de Saint-Jérôme. 

## Saison régulière

### Classement
| Clt | Équipe                   | PJ | V  | D  | N | BP  | BC  | Pts |
| --- | ------------------------ | -- | -- | -- | - | --- | --- | --- |
| 1   | Remparts de Québec       | 56 | 37 | 18 | 1 | 323 | 248 | 75  |
| 2   | Bruins de Shawinigan     | 56 | 36 | 19 | 1 | 318 | 254 | 73  |
| 3   | Rangers de Drummondville | 56 | 35 | 20 | 1 | 309 | 254 | 71  |
| 4   | Éperviers de Sorel       | 56 | 33 | 23 | 0 | 295 | 220 | 66  |
| 5   | Ducs de Trois-Rivières   | 56 | 27 | 29 | 0 | 320 | 280 | 54  |
| 6   | Castors de Sherbrooke    | 56 | 23 | 31 | 2 | 263 | 295 | 48  |

| Clt | Équipe                    | PJ | V  | D  | N | BP  | BC  | Pts |
| --- | ------------------------- | -- | -- | -- | - | --- | --- | --- |
| 1   | Alouettes de Saint-Jérôme | 56 | 25 | 27 | 4 | 261 | 293 | 54  |
| 2   | Royals de Cornwall        | 56 | 24 | 31 | 1 | 223 | 255 | 49  |
| 3   | National de Rosemont      | 56 | 23 | 30 | 3 | 245 | 275 | 46  |
| 4   | Maple Leafs de Verdun     | 56 | 20 | 35 | 1 | 218 | 300 | 41  |
| 5   | Saints de Laval           | 56 | 18 | 38 | 0 | 203 | 304 | 36  |

- En gras : vainqueur de division
- En italique : qualifié pour les séries éliminatoires

### Meilleurs pointeurs
| Joueur             | Équipe                   | PJ | B   | A  | Pts | Pun |
| ------------------ | ------------------------ | -- | --- | -- | --- | --- |
| Luc Simard         | Trois-Rivières           | 56 | 90  | 84 | 174 | 76  |
| Guy Lafleur        | Québec                   | 56 | 103 | 67 | 170 | 105 |
| Michel Archambault | Drummondville            | 56 | 69  | 83 | 152 | 161 |
| Richard Leduc      | Trois-Rivières           | 55 | 61  | 90 | 151 | 253 |
| Mike Morton        | Shawinigan               | 56 | 55  | 92 | 147 | 80  |
| Paul Larose        | Québec et Trois-Rivières | 57 | 52  | 80 | 132 | 66  |
| Doug Moyes         | Sorel                    | 55 | 53  | 79 | 132 | 129 |
| Jacques Richard    | Québec                   | 53 | 62  | 64 | 126 | 170 |
| Serge Roch         | Rosemont                 | 55 | 48  | 67 | 115 | 45  |
| Serge Vézina       | Rosemont                 | 54 | 45  | 69 | 114 | 82  |

## Séries éliminatoires
Huit équipes jouent les séries éliminatoires à l'issue desquelles la vainqueur remporte la Coupe du président.
|  | Quarts de finale        | Quarts de finale          | Quarts de finale        | Quarts de finale          |   |                           | Demi-finales    | Demi-finales    | Demi-finales    | Demi-finales    |  |  | Finale           | Finale           | Finale           | Finale           |
|  |                         |                           |                         |                           |   |                           |                 |                 |                 |                 |  |  |                  |                  |                  |                  |
|  | Du 23 février au 5 mars | Du 23 février au 5 mars   | Du 23 février au 5 mars | Du 23 février au 5 mars   |   |                           | Du 8 au 17 mars | Du 8 au 17 mars | Du 8 au 17 mars | Du 8 au 17 mars |  |  | Du 19 au 26 mars | Du 19 au 26 mars | Du 19 au 26 mars | Du 19 au 26 mars |
|  | Du 23 février au 5 mars | Du 23 février au 5 mars   | Du 23 février au 5 mars | Du 23 février au 5 mars   |   |                           | Du 8 au 17 mars | Du 8 au 17 mars | Du 8 au 17 mars | Du 8 au 17 mars |  |  | Du 19 au 26 mars | Du 19 au 26 mars | Du 19 au 26 mars | Du 19 au 26 mars |
|  | 1                       | Remparts de Québec        | 4                       | 4                         |   |                           | Du 8 au 17 mars | Du 8 au 17 mars | Du 8 au 17 mars | Du 8 au 17 mars |  |  | Du 19 au 26 mars | Du 19 au 26 mars | Du 19 au 26 mars | Du 19 au 26 mars |
|  | 1                       | Remparts de Québec        | 4                       | 4                         |   |                           | Du 8 au 17 mars | Du 8 au 17 mars | Du 8 au 17 mars | Du 8 au 17 mars |  |  | Du 19 au 26 mars | Du 19 au 26 mars | Du 19 au 26 mars | Du 19 au 26 mars |
|  | 3                       | Rangers de Drummondville  | 2                       | 2                         |   |                           | Du 8 au 17 mars | Du 8 au 17 mars | Du 8 au 17 mars | Du 8 au 17 mars |  |  | Du 19 au 26 mars | Du 19 au 26 mars | Du 19 au 26 mars | Du 19 au 26 mars |
|  | 3                       | Rangers de Drummondville  | 2                       | 2                         | 1 | Remparts de Québec        | 4               | 4               |                 |                 |  |  | Du 19 au 26 mars | Du 19 au 26 mars | Du 19 au 26 mars | Du 19 au 26 mars |
|  | Du 22 février au 3 mars |                           |                         |                           | 1 | Remparts de Québec        | 4               | 4               |                 |                 |  |  | Du 19 au 26 mars | Du 19 au 26 mars | Du 19 au 26 mars | Du 19 au 26 mars |
|  |                         |                           | 4                       | Éperviers de Sorel        | 1 | 1                         |                 |                 |                 |                 |  |  | Du 19 au 26 mars | Du 19 au 26 mars | Du 19 au 26 mars | Du 19 au 26 mars |
|  | 2                       | Bruins de Shawinigan      | 4                       | Éperviers de Sorel        | 1 | 1                         | 1               | 1               |                 |                 |  |  | Du 19 au 26 mars | Du 19 au 26 mars | Du 19 au 26 mars | Du 19 au 26 mars |
|  | 2                       | Bruins de Shawinigan      | Du 6 au 15 mars         |                           |   |                           | 1               | 1               |                 |                 |  |  | Du 19 au 26 mars | Du 19 au 26 mars | Du 19 au 26 mars | Du 19 au 26 mars |
|  | 4                       | Éperviers de Sorel        | 4                       | 4                         |   |                           |                 |                 |                 |                 |  |  | Du 19 au 26 mars | Du 19 au 26 mars | Du 19 au 26 mars | Du 19 au 26 mars |
|  | 4                       | Éperviers de Sorel        | 4                       | 4                         | 1 | Remparts de Québec        | 4               | 4               |                 |                 |  |  |                  |                  |                  |                  |
|  | Du 22 au 27 février     |                           |                         |                           | 1 | Remparts de Québec        | 4               | 4               |                 |                 |  |  |                  |                  |                  |                  |
|  |                         |                           | 1                       | Alouettes de Saint-Jérôme | 0 | 0                         |                 |                 |                 |                 |  |  |                  |                  |                  |                  |
|  | 1                       | Alouettes de Saint-Jérôme | 1                       | Alouettes de Saint-Jérôme | 0 | 0                         | 4               | 4               |                 |                 |  |  |                  |                  |                  |                  |
|  | 1                       | Alouettes de Saint-Jérôme |                         |                           |   |                           |                 |                 |                 |                 |  |  |                  |                  |                  |                  |
|  | 3                       | National de Rosemont      | 0                       | 0                         |   |                           |                 |                 |                 |                 |  |  |                  |                  |                  |                  |
|  | 3                       | National de Rosemont      | 0                       | 0                         | 1 | Alouettes de Saint-Jérôme | 4               | 4               |                 |                 |  |  |                  |                  |                  |                  |
|  | Du 22 février au 3 mars |                           |                         |                           | 1 | Alouettes de Saint-Jérôme | 4               | 4               |                 |                 |  |  |                  |                  |                  |                  |
|  |                         |                           | 4                       | Maple Leafs de Verdun     | 1 | 1                         |                 |                 |                 |                 |  |  |                  |                  |                  |                  |
|  | 2                       | Royals de Cornwall        | 4                       | Maple Leafs de Verdun     | 1 | 1                         | 2               | 2               |                 |                 |  |  |                  |                  |                  |                  |
|  | 2                       | Royals de Cornwall        |                         |                           |   |                           |                 | 2               |                 |                 |  |  |                  |                  |                  |                  |
|  | 4                       | Maple Leafs de Verdun     | 4                       | 4                         |   |                           |                 |                 |                 |                 |  |  |                  |                  |                  |                  |
|  | 4                       | Maple Leafs de Verdun     | 4                       | 4                         |   |                           |                 |                 |                 |                 |  |  |                  |                  |                  |                  |
|  |                         |                           |                         |                           |   |                           |                 |                 |                 |                 |  |  |                  |                  |                  |                  |

## Équipes d'étoiles
La ligue sélectionne deux équipes d'étoiles.

### Première équipe
- Gardien de but : Gilles Meloche, Maple Leafs de Verdun
- Défenseur gauche : Larry O'Connor, Saints de Laval
- Défenseur droit : Jacques Lapierre, Bruins de Shawinigan
- Ailier gauche : Luc Simard, Ducs de Trois-Rivières
- Centre : Guy Lafleur, Remparts de Québec
- Ailier droit : Pierre Plante, Rangers de Drummondville
- Entraîneur : Maurice Filion, Remparts de Québec

### Deuxième équipe
- Gardien de but : Richard Coutu, National de Rosemont et Billy Smith, Royals de Cornwall
- Défenseur gauche : Ronald Legault, Éperviers de Sorel
- Défenseur droit : Richard Campeau, Éperviers de Sorel et Michel Ruest, Royals de Cornwall
- Ailier gauche : Michel Archambault, Rangers de Drummondville
- Centre : Richard Leduc, Ducs de Trois-Rivières
- Ailier droit : Mike Morton, Bruins de Shawinigan
- Entraîneur : Claude Dolbec, Bruins de Shawinigan

## Trophées
Trois récompenses collectives et trois individuelles sont décernées.

### Récompenses collectives
- Coupe du président (champions des séries éliminatoires) : Remparts de Québec
- Trophée Jean-Rougeau (champions de la saison régulière) : Remparts de Québec
- Trophée Frank-J.-Selke (champions de la division Ouest) : Alouettes de Saint-Jérôme

### Récompenses individuelles
- Trophée Jean-Béliveau (meilleur pointeur) : Luc Simard, Ducs de Trois-Rivières
- Trophée Jacques-Plante (meilleure moyenne de buts encaissés) : Michel Deguise, Éperviers de Sorel
- Trophée Michel-Bergeron (meilleur recrue) : Serge Martel, Maple Leafs de Verdun